# Volcán Tuxtepec
Volcán Tuxtepec är en vulkan i Mexiko.   Den ligger i delstaten Morelos, i den sydöstra delen av landet, 40 km söder om huvudstaden Mexico City. Toppen på Volcán Tuxtepec är 3 099 meter över havet, eller 93 meter över den omgivande terrängen. Bredden vid basen är 1,1 kilometer.
Terrängen runt Volcán Tuxtepec är kuperad. Runt Volcán Tuxtepec är det tätbefolkat, med 636 invånare per kvadratkilometer. Närmaste större samhälle är Tres Marías, 9,4 km söder om Volcán Tuxtepec. I omgivningarna runt Volcán Tuxtepec växer i huvudsak blandskog.